# Campionato europeo femminile under 19 di pallavolo 2000
Il Campionato europeo femminile under 19 di pallavolo 2000 si è svolto dal 5 al 12 agosto 2000 a Neuchâtel, in Svizzera. Al torneo hanno partecipato 12 squadre nazionali europee e la vittoria finale è andata per la prima volta alla Repubblica Ceca.

## Qualificazioni
Hanno partecipato al campionato europeo juniores la nazionale del paese ospitante, le prime tre squadre classificate al campionato europeo juniores 1998 e otto squadre provenienti dai gironi di qualificazioni.

## Gironi
Dopo la prima fase a gironi, le prime due classificate di ogni girone hanno acceduto alle semifinali per il primo posto, la terza e la quarta classificata di ogni girone hanno acceduto alle semifinali per il quinto posto e le ultime due classificate di ogni girone hanno acceduto alle semifinali per il nono posto.
| Girone A                                           | Girone B                                       |
| -------------------------------------------------- | ---------------------------------------------- |
| Germania Italia Lettonia Rep. Ceca Spagna Ungheria | Belgio Croazia Polonia Russia Svizzera Turchia |

## Fase finale

### Finali 1º e 3º posto
|  | Semifinali | Semifinali | Semifinali |           |        | 1º/2º posto | 1º/2º posto | 1º/2º posto |  |
|  |            |            |            |           |        |             |             |             |  |
|  | Italia     | Italia     | 3          |           |        |             |             |             |  |
|  | Italia     | Italia     | 3          |           |        |             |             |             |  |
|  | Polonia    | Polonia    | 2          |           |        |             |             |             |  |
|  | Polonia    | Polonia    | 2          |           | Italia | Italia      | 2           |             |  |
|  |            |            |            |           | Italia | Italia      | 2           |             |  |
|  |            |            | Rep. Ceca  | Rep. Ceca | 3      |             |             |             |  |
|  | Rep. Ceca  | Rep. Ceca  | Rep. Ceca  | Rep. Ceca | 3      | 3           |             |             |  |
|  | Rep. Ceca  | Rep. Ceca  |            |           |        | 3           |             |             |  |
|  | Russia     | Russia     | 2          |           |        | 3º/4º posto | 3º/4º posto | 3º/4º posto |  |
|  | Russia     | Russia     | 2          |           |        |             |             |             |  |
|  |            |            |            |           |        |             |             |             |  |
|  |            |            |            |           |        | Polonia     | Polonia     | 3           |  |
|  |            |            |            |           |        | Polonia     | Polonia     | 3           |  |
|  |            |            |            |           |        | Russia      | Russia      | 2           |  |

### Finali 5º e 7º posto
|  | Semifinali | Semifinali | Semifinali |          |        | 5º/6º posto | 5º/6º posto | 5º/6º posto |  |
|  |            |            |            |          |        |             |             |             |  |
|  | Spagna     | Spagna     | 3          |          |        |             |             |             |  |
|  | Spagna     | Spagna     | 3          |          |        |             |             |             |  |
|  | Croazia    | Croazia    | 2          |          |        |             |             |             |  |
|  | Croazia    | Croazia    | 2          |          | Spagna | Spagna      | 1           |             |  |
|  |            |            |            |          | Spagna | Spagna      | 1           |             |  |
|  |            |            | Germania   | Germania | 3      |             |             |             |  |
|  | Germania   | Germania   | Germania   | Germania | 3      | 3           |             |             |  |
|  | Germania   | Germania   |            |          |        | 3           |             |             |  |
|  | Turchia    | Turchia    | 2          |          |        | 7º/8º posto | 7º/8º posto | 7º/8º posto |  |
|  | Turchia    | Turchia    | 2          |          |        |             |             |             |  |
|  |            |            |            |          |        |             |             |             |  |
|  |            |            |            |          |        | Croazia     | Croazia     | 3           |  |
|  |            |            |            |          |        | Croazia     | Croazia     | 3           |  |
|  |            |            |            |          |        | Turchia     | Turchia     | 2           |  |

### Finali 9º e 11º posto
|  | Semifinali | Semifinali | Semifinali |          |          | 9º/10º posto  | 9º/10º posto  | 9º/10º posto  |  |
|  |            |            |            |          |          |               |               |               |  |
|  | Ungheria   | Ungheria   | 3          |          |          |               |               |               |  |
|  | Ungheria   | Ungheria   | 3          |          |          |               |               |               |  |
|  | Belgio     | Belgio     | 0          |          |          |               |               |               |  |
|  | Belgio     | Belgio     | 0          |          | Ungheria | Ungheria      | 2             |               |  |
|  |            |            |            |          | Ungheria | Ungheria      | 2             |               |  |
|  |            |            | Svizzera   | Svizzera | 3        |               |               |               |  |
|  | Lettonia   | Lettonia   | Svizzera   | Svizzera | 3        | 2             |               |               |  |
|  | Lettonia   | Lettonia   |            |          |          | 2             |               |               |  |
|  | Svizzera   | Svizzera   | 3          |          |          | 11º/12º posto | 11º/12º posto | 11º/12º posto |  |
|  | Svizzera   | Svizzera   | 3          |          |          |               |               |               |  |
|  |            |            |            |          |          |               |               |               |  |
|  |            |            |            |          |          | Belgio        | Belgio        | 3             |  |
|  |            |            |            |          |          | Belgio        | Belgio        | 3             |  |
|  |            |            |            |          |          | Lettonia      | Lettonia      | 0             |  |

## Classifica finale
| Classifica | Squadre   | Qualificazione                   |
| ---------- | --------- | -------------------------------- |
|            | Rep. Ceca | Campionato europeo juniores 2002 |
|            | Italia    | Campionato europeo juniores 2002 |
|            | Polonia   | Campionato europeo juniores 2002 |
| 4          | Russia    |                                  |
| 5          | Germania  |                                  |
| 6          | Spagna    |                                  |
| 7          | Croazia   |                                  |
| 8          | Turchia   |                                  |
| 9          | Svizzera  |                                  |
| 10         | Ungheria  |                                  |
| 11         | Belgio    |                                  |
| 12         | Lettonia  |                                  |